# 추로

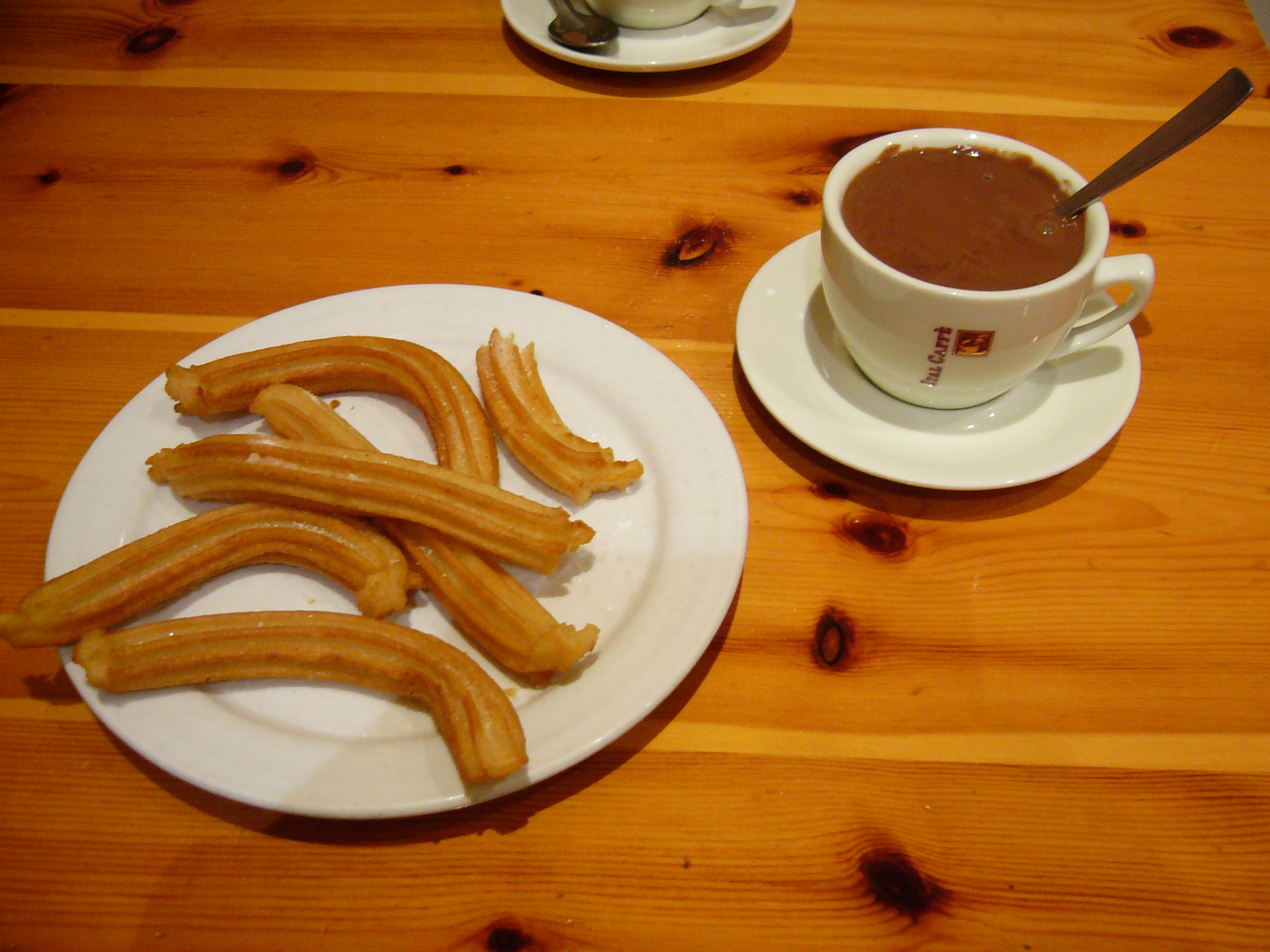
핫초코 옆에 놓여진 추로

추로(스페인어: churro) 또는 추로스(스페인어: churros)는 스페인과 포르투갈이 기원인 튀김 음식 중 하나이다. 추로는 스페인과 포르투갈, 필리핀과 이베로아메리카의 전통 음식이다. 스페인, 포르투갈 언어 구사 국가들로부터 이민을 온 사람들의 영향을 받은 미국 남서부, 프랑스 등의 지역에서도 소비된다. 스페인에서 추로는 얇거나, 길고 굵은 형태일 수 있으며 일부 지역에서는 포라스(스페인어: porras)라고 부른다. 참푸라도, 핫초콜릿, 둘세데레체, 카페 콘 레체에 아침 식사용으로 찍어 먹는다. 설탕을 위에 뿌리기도 한다.

## 역사
중국 명나라 때 포르투갈 상인들이 유타오라는 튀김빵을 들여온 것이 시초이다.

## 같이 보기
- 파르톤